# Enicocephalidae
Enicocephalidae is een familie van wantsen in de infraorde Enicocephalomorpha. De familie werd voor het eerst wetenschappelijk beschreven door Stål in 1860.

## Uiterlijk
De meeste soorten worden ongeveer 4mm lang, de kop is opvallend lang en ingekeept. Ze hebben meestal geen opvallende kleuren en alleen de mannetjes hebben meestal volledige vleugels. De wantsen hebben kleine samengestelde ogen
en bij vrouwtjes ontbreken de ocelli vaak. Bij het geslacht Alienates ontbreken bij vrouwtjes de ogen zelfs volledig. De voorpoten zijn vaak verdikt en ontwikkeld tot grijpklauwen.

## Voorkomen
De soorten uit deze familie komen grotendeels op het zuidelijk halfrond voor. Waarschijnlijk zijn de meeste soorten rovers die leven van kleine insecten maar er is nog veel onbekend over de levenswijze.
Een aantal soorten vormt grote zwermen op warme dagen en in de schemering. De dieren worden vaak in lichtvallen gevangen omdat ze worden aangetrokken door kunstlicht.

## Taxonomie
De familie bestaat uit de volgende onderfamilies:
- Onderfamilie Alienatinae Barber, 1953
  - Alienates Barber, 1953
  - Paralienates Maldonado-Capriles, Santiago-Blay & Poinar, 1996
- Onderfamilie Disphaerocephalinae Štys, 1969
  - Disphaerocephalus Cockerell, 1917
- Onderfamilie Enicocephalinae Stål, 1860
  - Brevidorsus Kritsky, 1977
  - Hymenocoris Uhler, 1892
  - Neoncylocotis Wygodzinsky & Schmidt, 1991
  - Nesenicocephalus Usinger, 1939
  - Phaenicocleus Štys & Baňař, 2009
  - Pyrenicocephalus Štys, 2010
  - Tribus: Enicocephalini Stål, 1860
    - Embolorrhinus Jeannel, 1942
    - Enicocephalus Westwood, 1837
    - Euchelichir Jeannel, 1942
    - Heissaptera Štys & Baňař, 2006
    - Henschiella Horváth, 1888
    - Hoplitocoris Jeannel, 1942
    - Oncylocotis Stål, 1856
    - Proboscidopirates Villiers, 1958
    - Stenopirates Walker, 1873
    - Usingeriella Wygodzinsky, 1950
    - Vuorilinna Štys, 1986

  - Tribus: Systelloderini Jeannel, 1942
    - Alkowdiella Štys, 2002
    - Kulichoderes Štys, 2002
    - Systelloderes Blanchard, 1852
    - Ugloderes Štys, 2002

Geslachten die niet binnen een van de onderfamilies vallen:
- Lysenicocephalus Wygodzinsky & Schmidt, 1991